# 澳門2023年度頒授勳章、獎章和獎狀名單
澳門2023年度頒授勳章、獎章和獎狀名單於2023年12月19日由澳門特別行政區行政長官賀一誠簽署，並於《澳門特別行政區政府公報》公布，共有28位個人或實體分別獲授勳，表揚他們在個人成就、社會貢獻或服務澳門特別行政區方面有傑出的表現。勳章、奬章和奬狀頒授儀式於2024年1月19日舉行。

## 榮譽勛章
銀蓮花榮譽勳章
- 李禕

## 功績勛章
專業功績勳章
- 澳门基本法推广协会
- 月球与行星科学国家重点实验室（澳门科技大学）
- 澳门一户通跨部门合作小组

工商功績勳章
- 张权破痛油中药厂（澳门）有限公司
- 好利安制药科学股份有限公司
- 澳门水泥厂有限公司

旅遊功績勳章
- 最香饼家手信有限公司

教育功績勳章
- 机器翻译暨人工智能应用技术教育部工程研究中心（澳门理工大学）
- 宋永华
- Felizbina Carmelita Gomes

文化功績勳章
- 刘富业

仁愛功績勳章
- 澳门镜湖护理学院

體育功績勳章
- 第十九届亚洲运动会空手道男子团体型队伍
- 郭建恒
- 蔡飞龙

## 傑出服務獎章
英勇獎章
- 廉政公署反贪局专案组（L组）

社會服務獎章
- 菩提长者综合服务中心
- 梁玉娴
- 叶志灵

功績獎狀
- 培正中学“一种基于颜色混合原理的色盲检查分析仪”参赛团队
- 濠江中学“一膏见痂 ─ 匿于泥土与花间的密语”参赛团队
- 刘乐柔
- 黄俊华
- 余彩红
- 宋子君
- 王璨玮
- 林煜翔